# Радомље
Радомље (словен. Radomlje) је насељено место у општини Домжале, Средњесловенска регија, Словенија.

## Историја
До територијалне реорганизације у Словенији било је у саставу старе општине Домжале.

## Становништво
У попису становништва из 2011. године, Радомље је имало 1.674 становника.
| Број становника према пописима | Број становника према пописима | Број становника према пописима |
| ------------------------------ | ------------------------------ | ------------------------------ |
| 1991                           | 2002                           | 2011                           |
| 1.338                          | 1.566                          | 1.674                          |

Напомена: Године 1998. умањено за део насеља који је припојен насељу Рова.